# トリガイ
トリガイ（鳥貝、一部でトリカイ、学名：Fulvia mutica）は二枚貝綱マルスダレガイ目ザルガイ科に属する二枚貝。名の由来は、食用とする足が鳥のくちばしのような形状をしていることから、また食味が鶏肉に似ているからともいう。

## 生態
北海道を除く日本（青森県陸奥湾から九州）、朝鮮半島、中国沿岸に分布する。水深数mから数十mの内湾の泥地に生息し、日本では東京湾、三河湾、伊勢湾、瀬戸内海等が主な漁場である。陸奥湾が北限とされてきたが、2005年には函館市の七重浜に大量に打ち上げられているのが発見され、流れ着いたものか函館湾で育ったものか話題を呼んだ。また2006年には石狩市で多数見つかっている。
雌雄同体で、春と秋の二回産卵期がある。多くは寿命が約一年でプランクトンを餌として殻長7-9cmほどとなるが、2-3年生き残るものもあり、10cm以上に成長する。膨らんだ黄褐色の貝の表面には放射状に40本程の溝（放射肋）があり、短い殻毛に覆われている。足は長く、普段は貝殻の中に折りたたまれているが、ヒトデなどに襲われそうになるとこの足でジャンプして逃げることも有るという。
時として大発生を起こしたり、逆に大量死滅したりするため豊凶の差が激しいが、総じて高級食材として高価で取引きされる。

## 食材
足、別名オハグロともいわれる部分を食用とする。開いて二等辺三角形状にしたものを湯通しし、寿司種、刺身、酢の物、酢味噌和えなどにする。貝としては噛み切り易い適度な歯ざわりとほのかな甘みがあり美味。市場では一般に湯通しまでの下ごしらえをしたものがパックされて流通している。厚みがあり、色の黒いものが良品として高値が付く。旬は太平洋側では春先、日本海側では夏となる。冷凍してもあまり食味が変わらないので、ほぼ通年出回る。
漁の盛んな地域ではヒモも食べられ、店頭に並ぶことも有る。千葉県では小ぶりのものの殻を開かずに丸ごと醤油と砂糖で煮付け、あとから殻と肝を取り除いて佃煮にする。変わったところでは炙ったり、塩コショウでソテー、バター焼きといった食べ方も有る。
寿司ネタとしては、冷凍されたものが韓国・中国から大量に輸入されている。

## 栄養価
構成成分は多い順に、水分78.6％、タンパク質12.9％、炭水化物6.9％、灰分1.3％、脂質0.3％で、高たんぱく低脂肪のヘルシー食材である。ビタミンB1が0.16mgと他の貝類よりはやや多く含まれている他、カルシウム、鉄分、カリウム、亜鉛も豊富である。肝機能の強化、動脈硬化の予防に効果が有るともいわれる。

## 養殖
京都府では全国に先駆け、トリガイの養殖に取り組んできた。舞鶴湾や若狭湾はもともとトリガイの好漁場であったが、京都府立海洋センターが、稚貝を人工孵化させ、アンスラサイトという底質を敷いたコンテナに有る程度育った稚貝を入れて海中に吊り下げるという方法を開発した。こうして天敵のタコやヒトデから守られて育てられたトリガイは天然物より大きく育ち、安定した供給が可能となった。京都で育成された養殖トリガイは「丹後とり貝」という地域ブランド名を与えられ、高級食材として出荷されている。
現在では、石川県の七尾湾でも養殖に成功している。